# ماريلند هايهتس (ميزوري)
ماريلند هايهتس (بالإنجليزية: Maryland Heights city, Missouri)‏ هي مدينة تقع بولاية ميزوري في الولايات المتحدة. تبلغ مساحتها 60.61 كم2، وترتفع عن سطح البحر 165 م، بلغ عدد سكانها 27,472 نسمة في عام 2010 حسب إحصاء مكتب تعداد الولايات المتحدة وتصل الكثافة السكانية فيها 453.3 نسمة لكل كيلومتر مربع (1,174.0/ميل2).

## التركيبة السكانية
حدّد مكتب تعداد الولايات المتحدة بيانات التركيبة السكانية لماريلند هايهتس في تعداد الولايات المتحدة. في ما يلي، التركيبة السكانية حسب تعدادي 2000 و2010.

### تعداد عام 2000
بلغ عدد سكان ماريلند هايهتس 25,756 نسمة بحسب تعداد عام 2000، وبلغ عدد الأسر 11,302 أسرة وعدد العائلات 6,420 عائلة مقيمة في المدينة. في حين سجلت الكثافة السكانية 424.9 نسمة لكل كيلومتر مربع (1,100.5/ميل2). وبلغ عدد الوحدات السكنية 11,846 وحدة بمتوسط كثافة قدره 195.4 لكل كيلومتر مربع (506.1/ميل2).
وتوزع التركيب العرقي للمدينة بنسبة 85.35% من البيض و5.58% من الأمريكيين الأفارقة و0.20% من الأمريكيين الأصليين و7.11% من الأمريكيين ذوي الأصول الآسيوية و0.03% من سكان جزر المحيط الهادئ و0.71% من الأعراق الأخرى و1.02% من عرقين مختلطين أو أكثر و2.33% من الهسبانيون أو اللاتينيون من أي عرق.
بلغ عدد الأسر 11,302 أسرة كانت نسبة 27.6% منها لديها أطفال تحت سن الثامنة عشر تعيش معهم، وبلغت نسبة الأزواج القاطنين مع بعضهم البعض 44.2% من أصل المجموع الكلي للأسر، ونسبة 9.5% من الأسر كان لديها معيلات من الإناث دون وجود شريك، بينما كانت نسبة 3% من الأسر لديها معيلون من الذكور دون وجود شريكة وكانت نسبة 43.2% من غير العائلات. تألفت نسبة 33.8% من أصل جميع الأسر من عدة أفراد يعيشون في نفس المنزل ونسبة 5.5% كانت تتألف من شخص يعيش بمفرده يبلغ من العمر 65 عاماً أو أكثر. وبلغ متوسط حجم الأسرة المعيشية 2.25، أما متوسط حجم العائلات فبلغ 2.94.
بلغ العمر الوسطي للسكان 34.2 عاماً. وكانت نسبة 21.3% من القاطنين تحت سن الثامنة عشر، وكانت نسبة 9.7% بين الثامنة عشر والرابعة والعشرين عاماً، ونسبة 37.2% كانت واقعةً في الفئة العمرية ما بين الخامسة والعشرين والرابعة والأربعين عاماً، ونسبة 21.9% كانت ما بين الخامسة والأربعين والرابعة والستين، ونسبة 8.6% كانت ضمن فئة الخامسة والستين عاماً فما فوق. يوجد لكل 100 أنثى 98.5 ذكر، ويوجد لكل 100 أنثى في الثامنة عشر من عمرها فما فوق 97.4 ذكر.
بلغ متوسط دخل الأسرة في المدينة 50,326 دولارًا، أما متوسط دخل العائلة فبلغ 60,477 دولارًا. وكان متوسط دخل الذكور 40,968 دولارًا مقابل 31,647 دولارًا للإناث. وسجل دخل الفرد الخاص بالمدينة 26,829 دولارًا. وكانت نسبة 1.7% من العائلات ونسبة 4.4% من السكان تحت خط الفقر، وكان من هؤلاء نسبة 3.3% تحت سن الثامنة عشر ونسبة 3.2% في الخامسة والستين من العمر وما فوق.

### تعداد عام 2010
بلغ عدد سكان ماريلند هايهتس 27,472 نسمة بحسب تعداد عام 2010، وبلغ عدد الأسر 12,180 أسرة وعدد العائلات 6,766 عائلة مقيمة في المدينة. في حين سجلت الكثافة السكانية 453.3 نسمة لكل كيلومتر مربع (1,174.0/ميل2). وبلغ عدد الوحدات السكنية 13,092 وحدة بمتوسط كثافة قدره 216 لكل كيلومتر مربع (559.4/ميل2).
وتوزع التركيب العرقي للمدينة بنسبة 73.25% من البيض و11.87% من الأمريكيين الأفارقة و0.23% من الأمريكيين الأصليين و9.81% من الأمريكيين ذوي الأصول الآسيوية و0.05% من سكان جزر المحيط الهادئ و2.32% من الأعراق الأخرى و2.47% من عرقين مختلطين أو أكثر و4.49% من الهسبانيون أو اللاتينيون من أي عرق.
بلغ عدد الأسر 12,180 أسرة كانت نسبة 27.5% منها لديها أطفال تحت سن الثامنة عشر تعيش معهم، وبلغت نسبة الأزواج القاطنين مع بعضهم البعض 39.9% من أصل المجموع الكلي للأسر، ونسبة 11.4% من الأسر كان لديها معيلات من الإناث دون وجود شريك، بينما كانت نسبة 4.2% من الأسر لديها معيلون من الذكور دون وجود شريكة وكانت نسبة 44.4% من غير العائلات. تألفت نسبة 35.2% من أصل جميع الأسر من عدة أفراد يعيشون في نفس المنزل ونسبة 7.2% كانت تتألف من شخص يعيش بمفرده يبلغ من العمر 65 عاماً أو أكثر. وبلغ متوسط حجم الأسرة المعيشية 2.21، أما متوسط حجم العائلات فبلغ 2.90.
بلغ العمر الوسطي للسكان 35.0 عاماً. وكانت نسبة 20.3% من القاطنين تحت سن الثامنة عشر، وكانت نسبة 10.8% بين الثامنة عشر والرابعة والعشرين عاماً، ونسبة 32% كانت واقعةً في الفئة العمرية ما بين الخامسة والعشرين والرابعة والأربعين عاماً، ونسبة 24.8% كانت ما بين الخامسة والأربعين والرابعة والستين، ونسبة 12.2% كانت ضمن فئة الخامسة والستين عاماً فما فوق. وتوزع التركيب الجنسي للسكان بنسبة 48.7% ذكور و51.3% إناث.

## وصلات خارجية
- الموقع الرسمي